# Trimo
Trimo, d.o.o. je slovensko podjetje s sedežem v Trebnjem. Ukvarja se s proizvodnjo kovinskih konstrukcij in njihovih delov. Ustanovljeno je bilo leta 1961.  
Po letu 1992 je Trimo z direktorico Tatjano Fink doživel vzpon, Finkova je bila oklicana za menedžerko leta. Leta 2008 je podjetje zapadlo v krizo tudi zaradi notranjega lastninjenja, leta 2013 pa je skoraj propadlo. Banke, ki so ga rešile, so leta 2014 Finkovo odstavile.